# Ernest Picard
Ernest Picard (ur. 24 grudnia 1821 w Paryżu, zm. 13 maja 1877 tamże) – francuski polityk z czasów III Republiki Francuskiej.

## Życiorys
Urodził się w 1821 roku w Paryżu. W 1846 roku po ukończeniu doktoratu z prawa wstąpił w skład paryskiej adwokatury. W 1858 roku został wybrany do składu korpusu legislacyjnego (fr. corps législatif) oraz objął funkcję zastępcy Émile'a Oliviera, późniejszego premiera Francji. Po tym jak przeszedł na stronę rządową, popierając ówczesny rząd francuski, Picard oraz reszta członków grupy zwanej Les Cinq (pol. Grupa pięciu) zwrócili się w kierunku działalności lewicowej.
W 1868 roku Picard opublikował tygodnik „L'Electeur libre” popierający ustrój demokratyczny. W 1869 roku został wybrany do Zgromadzenia z okręgu paryskiego a także departamentu Hérault. 4 września 1870 roku Picard objął funkcję ministra finansów w rządzie obrony narodowej. W styczniu 1871 roku towarzyszył Jules'owi Favre'owi w drodze do Wersalu w celu podpisania ostatecznej kapitulacji komuny paryskiej, a miesiąc później objął funkcję ministra spraw wewnętrznych w rządzie Louisa Thiersa.
Będąc pod falą krytyki ze strony monarchiczną oraz republikańską prasę, Picard zrezygnował ze swojego stanowiska w maju 1871 roku. W tym samym roku został ambasadorem francuskim w Brukseli. Funkcję tę piastował przez dwa lata. Po powrocie do Francji działał w centrum lewicowym, a w roku 1875 otrzymał tytuł wiecznego senatora.
Ernest Picard zmarł w 1877 roku w Paryżu w wieku 56 lat.